# Karl Werner Film Berlin/Köln
Die Karl Werner GmbH Berlin/Köln war der Name einer westdeutschen Filmgesellschaft, die ursprünglich von dem Unternehmer Karl Werner in Köln als Firma Karl Werner, Film-Verleih und Verkaufsinstitut gegründet worden war und im Juli 1911 von Karl und Wilhelm Werner in die Karl Werner GmbH umgewandelt wurde.
Sie hatte ihr Produktionsbüro in Köln am Waidmarkt 13–15 und unterhielt ein K.W.-Filmatelier in Berlin-Friedrichshain an der Großen Frankfurter Straße 105.

## Geschichte
Die Gesellschaft produzierte zwischen 1908 und 1922 insgesamt 277 Spiel- und Dokumentarfilme. Darunter war auch eine Reihe von Tonbildern.
Die Dokumentarfilme behandelten Aktualitäten ziviler wie militärischer Natur, brachten Reportagen aus Sport und Gewerbe und zeigten Bilder aus fernen Ländern. Für die zwischen 1908 und 1913 entstandenen Tonbilder wurden gern populäre Schlager aus Operetten und Opern hergenommen, zu denen es bereits von der Industrie hergestellte Grammophonaufnahmen gab, die man nur noch zu ‚bebildern‘ brauchte.
Heute sind für die Geschichte der Stadt Köln vor allem die Dokumentarbilder von Interesse, die die Karl-Werner-Film in Köln aufnahm, wie die Reportagen von den Beisetzungsfeierlichkeiten prominenter Lokalpolitiker und Kirchenmänner aus den Jahren 1911 und 1912.
Bei den Spielfilmen fallen neben den kurzen Komödien und den Gesellschaftsdramen die Kriminalfilm-Serien auf, die mit feststehenden Helden-Figuren verbunden waren, wie dem Multimillionär Lincoln, dem „berühmten Detektiv Charlie Gross“ oder der Detektivin Miss Nobody, mit welchen auf der Gegenseite Gestalten wie „Der Berliner Messerstecher“ oder der Verbrecherkönig Lepain um das Publikumsinteresse wetteiferten.
Das Unternehmen beschäftigte den Szenenbildner Kurt Dürnhöfer und den Kameramann Georg Paezel, als Regisseure arbeiteten für sie Waldemar Hecker, Louis Ralph, Alfred Werner, Willy Zeyn senior und Rudolf del Zopp. In den von ihr produzierten Filmen waren u. a. die Schauspieler Josef Coenen, Senta Eichstaedt und Louis Ralph zu sehen. Bei zweien führte Werner auch Regie.
Der Produktionsfirma war auch ein Verleih angeschlossen.
Zwischen 1919 und 1922 nannte Werner seine Firma nunmehr „K. W. Film Compagnie Berlin“.

## Filmographie (Auswahl)

### Tonbilder
- 1908 Niederländisches Dankgebet nach der Schlacht (Tonbild)[9]
- 1912 Ach, wie ist die Liebe (Tonbild)
- 1912 Baltimore-Tanz (Tonbild)[10]
- 1912 Biedermeier-Quadrille (Tonbild)
- 1912 Dorf-Jdyll (Tonbild)
- 1912 Dragonerlied (Tonbild)
- 1912 Duftiger [lustiger?] Reigen (Tonbild)
- 1912 Einsam bin ich, nicht allein (Tonbild)
- 1912 Erklärung (Tonbild)
- 1912 Flötenvirtuose Robert Steidl (Tonbild)
- 1912 Frauenliebe und Leben (Tonbild)
- 1912 Fröhliche Wanderburschen (Tonbild)
- 1912 Frühlingsstimmen (Tonbild)
- 1912 Glocken von Saint-Malo (Tonbild)[11]
- 1912 Hauptquartett (Tonbild)
- 1912 Im Dunkel der Nacht (Tonbild)
- 1912 Jokytanz (Tonbild)[12]
- 1912 Krinolinenterzett (Tonbild)
- 1912 Kusslehre (Tonbild)
- 1912 Lachecke (Tonbild)
- 1912 Liebchen, lass uns tanzen (Tonbild)[13]
- 1912 Lohengrin (auch: Lohengrins Abschied) (Tonbild)[14]
- 1912 Die Lustige Witwe (auch: Grisettenlied) (Tonbild)
- 1912 Odalisken (Tonbild)
- 1912 Musikalischer Gigerl (Tonbild)
- 1912 Die Pfiffigen Schusterjungen (Tonbild)
- 1912 Studentenabschied (Tonbild)
- 1912 Tango Argentino (Tonbild)
- 1912 Tagtäglich zankt mein Weib (Tonbild)
- 1912 Undine (auch: Undine der Seegeist) (Tonbild)[15]
- 1912 Verunglücktes Ständchen (auch: Das verunglückte Ständchen) (Tonbild)
- 1912 Wenn die Füsschen sich heben (Tonbild)[16]
- 1912 Wo warst du denn so lange? (Tonbild)

### Dokumentarfilme
- 1909 Reise durch Italien
- 1909 Fischerei im Mittelmeer
- 1909 Gondelfahrt in Venedig
- 1909 Die Springbrunnen Roms [koloriert]
- 1909 Holzflösserei in den italienischen Alpen
- 1909 Italienisches Marine-Manöver
- 1909 Judenverfolgung in Russland
- 1909 Leben und Treiben in Holland
- 1909 Der Menamfluss in Siam
- 1909 Zehn Minuten in Benares
- 1909 Moderne Eisengiesserei
- 1909 Wannseebad 1908 [Kurz-Dokumentarfilm, 1 Akt]
- 1909 Wintersport im Riesengebirge [Kurz-Dokumentarfilm, 1 Akt]
- 1909 Boxwettkampf [Kurz-Dokumentarfilm, 1 Akt]
- 1909 Parole-Ausgabe 1909 [Kurz-Dokumentarfilm, 1 Akt]
- 1909 Der Französische Kreuzer Justice [Kurz-Dokumentarfilm, 1 Akt]
- 1909 Paulus versucht den Ärmelkanal zu durchschwimmen [Kurz-
Dokumentarfilm, 1 Akt]
- 1911 Deutsch-französisches Manöver [Kurz-Dokumentarfilm, 1 Akt]
- 1911 Das Leichenbegängnis Singers [Kurz-Dokumentarfilm, 1 Akt][17]
- 1911 Parole-Ausgabe 1911 [Kurz-Dokumentarfilm, 1 Akt]
- 1912 Auf der Rennbahn zu Braunschweig [Kurz-Dokumentarfilm, 1 Akt]
- 1912 Deutscher Rundflug [Kurz-Dokumentarfilm, 1 Akt]
- 1912 Chavez Flug über die Alpen [Kurz-Dokumentarfilm, 1 Akt][18]
- 1912 Die Grunewaldbahn [Kurz-Dokumentarfilm, 1 Akt]
- 1912 Beisetzungsfeierlichkeiten des Kardinals Fischer in Köln[19]
- 1912 An der Weser [Dokumentarfilm][20]
- 1912 Ringkampfkonkurrenz. I.
- 1912 Ringkampfkonkurrenz. II.
- 1912 Ringkampfkonkurrenz. III.[21]
- 1912 Sonntag im Krystallpalast
- 1913 Ein Tag in Kairo
- 1913 Riccardo Sacco, der Hungerkünstler

### Spielfilme
- 1909 Der Doppelgänger, auch: Aus dem Tagebuch eines Weltdetektivs[22]
- 1909 Die Giftblume
- 1909 Der Berliner Messerstecher[23]
- 1909 Schultze in Gefahren
- 1909 Kapitäns Ehre[24]
- 1909 Kinematographiert! [Kurzfilm, 1 Akt, 75 m]
- 1912 Unter dem Deutschen Adler[25]
- 1912 Die Geisternacht[26]
- 1912 Vorbestraft!
- 1912 Der zweite Schuß
- 1912 Ein Kampf im Dunkeln
- 1912 Lemke als Polizist
- 1912 Lemke als Waschfrau[27]
- 1912 Purzel[28] als Musikenthusiast
- 1912 Der Possenreißer
- 1912 Stürme des Lebens
- 1912 Wie werde ich energisch[29]

Kriminalfilm-Serie »Aus dem Leben des Multimillionärs Lincoln«:
- 1912 Der Smaragd (Erste Folge der Serie)
- 1912 Die Mauritiusmarke (Zweite Folge der Serie)
- 1912 Die Dame in Schwarz (III. Folge der Serie)[30]
- 1913 Der Doppelgänger (IV. Folge der Serie)[31]
- 1913 Lincoln als Deckenläufer (V. Folge der Serie)
- 1913 Radium (VI. Folge der Serie)

Kriminalfilm-Serie »Nobody, der weibliche Detektiv«:
- 1913 Der schwarze Diamant (Folge 1 der Serie)
- 1913 Das Geheimnis von Chateau Richmond (Folge 2 der Serie)
- 1913 Die Jagd nach der Hundertpfundnote oder Die Reise um die Welt (Folge 3 der Serie)

- 1913 Berliner Rangen
- 1913 Das Teufelsloch
- 1913 Sacco, der Hungerkünstler[32]
- 1913 Das Glück im Winkel, auch: Raum ist in der kleinsten Hütte
- 1914 Coenen als Filmdichter
- 1914 Wer [IMDb: Wie] ist Zwiebelbaum?[33]
- 1914 Und der Mond lacht dazu
- 1914 Lepain, der König der Unschuldigen – 1. Teil
- 1914 Lepain, der Kampf mit dem Meisterdetektiv John Hawks – 2. Teil
- 1914 Das Hochstapler-Trio (= Charlie Gross-Serie, I)[34]
- 1914 Die Fledermäuse von Rondshill (= Charlie Gross-Serie, II)[35]
- 1914 Das Geschenk des Inders[36]
- 1914 Eine Nacht in Berlin oder Die Löwen sind los
- 1914 Der Lumpenbaron
- 1914 Master of the World / Der Herr der Welt
- 1914 Evas Hemd
- 1920 Liebe und Trompetenblasen[37]
- 1920 Die sturmfreie Bude
- 1921 Liebes-Hintertreppen